# Квасцы
Квасцы́ — двойные соли, кристаллогидраты сульфатов трёх- и одновалентных металлов общей формулы
M+
2SO2−
4M3+
2(SO4)2−
3·24H2O (другая запись M+M3+(SO4)2−
2·12H2O), где M+ — один из щелочных металлов, кроме лития (Na, K, Rb, Cs), аммоний или таллий(I),
а M3+ — один из трёхвалентных металлов (обычно алюминий, хром или железо(III)). В роли M+ могут также выступать ионы аммония (NH+
4) и его замещённых производных (например, монометиламин CH3NH+
3).
Известны также селенатные квасцы аналогичного состава M+M3+(SeO4)2−
2·12H2O, в которых сульфат-ион SO42− заменён ионом селената SeO2−
4.
При обезвоживании возникают так называемые жжёные квасцы (формула: M+M3+(SO4)2−
2).

## Производство
Некоторые квасцы встречаются в виде минералов, наиболее важным из которых является алунит.
Наиболее важные квасцы — калий, натрий и аммоний — производятся промышленным способом. Типичные рецепты включают сочетание сульфата алюминия и одновалентного катиона сульфата. Сульфат алюминия, как правило, получают путем обработки минералов, как квасцы рассланцевания, боксит и криолит с серной кислотой.

## Получение
Квасцы могут быть получены смешением горячих эквимолярных водных растворов сульфатов соответствующих металлов. При охлаждении таких растворов из них кристаллизуются квасцы.  Последнее часто используется в демонстрационых опытах по химии и любительских экспериментах в области выращивания кристаллов.

## Свойства
Квасцы на основе алюминия обладают рядом общих химических свойств. Они растворимы в воде, имеют сладковатый вкус, реагируют с кислотой на лакмус и кристаллизуются в правильные октаэдры. В квасцах каждый ион металла окружен шестью молекулами воды. При нагревании они разжижаются, и если нагревание продолжается, кристаллизационная вода удаляется, соляная пена вспенивается и набухает, и, наконец, остается аморфный порошок. Они вяжущие и кислые.

### Кристальная структура
Квасцы кристаллизуются в одной из трех различных кристаллических структур. Эти классы называются α-, β- и γ-квасцами. О первых рентгеновских кристаллических структурах квасцов сообщили в 1927 году Джеймс М. Корк и Лоуренс Брэгг, и они были использованы для разработки метода восстановления изоморфной фазы.

### Растворимость
Растворимость различных квасцов в воде сильно различается, квасцы натрия легко растворяются в воде, в то время как квасцы цезия и рубидия плохо растворяются.

## Использование
Квасцы на основе алюминия использовались с древних времен и до сих пор играют важную роль во многих промышленных процессах. Наиболее широко используемые квасцы — это квасцы калия. Он использовался с древних времен как флокулянт для осветления мутных жидкостей, как протрава при крашении и дублении. Он по-прежнему широко используется для обработки воды, в медицине, в косметике (в дезодорантах), в приготовлении пищи (в разрыхлителях и маринадах), а также в огнеупорной бумаге и ткани.
Квасцы также используются в качестве кровоостанавливающего средства, в гемостатических карандашах, продаваемых в аптеках или профессиональных магазинах для парикмахеров. Такие карандаши применяются для остановки кровотечения из порезов после бритья. Квасцы используются и как вяжущее средство. Квасцы можно использовать непосредственно как дезодорант без отдушек (антиперспирант), и именно для этой цели на индийских базарах продаются необработанные минеральные квасцы. Повсюду на острове[каком?] в Юго-Восточной Азии[где?] квасцы калия наиболее широко известны как тава и имеют множество применений. Он используется как традиционный антиперспирант и дезодорант, а также в традиционной медицине для лечения открытых ран и язв. Кристаллы перед использованием обычно измельчают в мелкий порошок.
Квасцы используются в качестве протравы в традиционных тканях; а в Индонезии и на Филиппинах для изменения цвета золотых украшений использовали растворы таваса, соли, буры и органических пигментов. На Филиппинах бабайлан (шаманы) также сжигали кристаллы квасцов и позволяли им капать в таз с водой для гадания. Он также используется в других ритуалах анимистических религий анито островов[каких?].
В традиционном японском искусстве квасцы и животный клей растворяли в воде, образуя жидкость, известную как доуса (яп. 礬 水), и использовали в качестве грунтовки для проклейки бумаги.
Квасцы в виде сульфата калия-алюминия или сульфата алюминия-аммония в концентрированной ванне с горячей водой регулярно используются ювелирами и машинистами для растворения сверл из закаленной стали, отколовшихся в изделиях из алюминия, меди, латуни, золота (любой кратности), серебра (как чистого, так и не чистого) и нержавеющей стали. Это связано с тем, что квасцы не вступают в химическую реакцию в какой-либо значительной степени с любым из этих металлов, но вызывают коррозию углеродистой стали. Когда смесь квасцов нагревается, удерживая деталь, в которой застряло сверло, если потерянное сверло достаточно мало, его иногда можно растворить / удалить в течение нескольких часов.

## Родственные соединения
Многие трёхвалентные металлы способны образовывать квасцы. Общая форма квасцов — XM(SO4)2·nH2O, где X — щелочной металл или аммоний, M — трёхвалентный металл, а n часто равно 12. Наиболее важным примером являются квасцы хрома, KCr (SO4)2 · 12H2О, тёмно-фиолетовый кристаллический двойной сульфат хрома и калия, использовали при дублении.
Обычно квасцы образуются легче, когда атом щелочного металла больше. Это правило было впервые сформулировано Локком в 1902 году, который обнаружил, что если трёхвалентный металл не образует квасцы цезия, он не образует квасцы ни с каким другим щелочным металлом, ни с аммонием.

## Применение
Квасцы известны с древности, их описывает ещё Плиний в «Естественной истории» (XXXV, 52). От латинского названия квасцов — alumen, «горькая соль» — произведено название алюминия во многих языках.
Квасцы с давних пор используются в качестве протравы при крашении шерстяных и хлопчатобумажных пряжи и тканей. Благодаря тому, что соли трёхвалентных металлов вызывают денатурацию белков, квасцы используются как дубящее средство в кожевенной промышленности при квасцевании, в фотопромышленности (для фотоэмульсий на желатиновой основе) и в медицине как вяжущее, прижигающее и кровоостанавливающее средство («квасцовый карандаш»).
В XX веке жжёные квасцы использовались в качестве кровоостанавливающего вещества после бритья.
Наиболее распространены алюмокалиевые квасцы и хромокалиевые квасцы.

## Список квасцов
- Алюмоаммонийные квасцы (Е523) — AlNH4(SO4)2 · 12H2O.
- Алюмокалиевые квасцы (Е522) — KAl(SO4)2 · 12H2O. Бесцветные кристаллы, применяется при очистке воды, для дубления кожи, при изготовлении огнестойких тканей, а также как разрыхлитель при выпечке хлебо-булочных изделий.
- Алюмонатриевые квасцы (Е521) — NaAl(SO4)2 · 12H2O.
- Алюморубидиевые квасцы — RbAl(SO4)2 · 12H2O.
- Алюмоцезиевые квасцы — CsAl(SO4)2 · 12H2O.
- Железоаммонийные квасцы — FeNH4(SO4)2 · 12H2О
- Железокалиевые квасцы — KFe(SO4)2 · 12H2O
- Хромокалиевые квасцы — KCr(SO4)2 · 12H2O. Тёмно-фиолетовые, просвечивающие рубиново-красным цветом октаэдрические кристаллы. Применяются при кустарной выделке меха в качестве дубителя